# Xenobots
Ne doit pas être confondu avec xénobot.
Xenobots (Ultrabots aux États-Unis) est un jeu vidéo de tir à la première personne développé par Novalogic et publié par Electronic Arts en 1993 sur PC. Le jeu se déroule dans un univers de science-fiction dans lequel l’humanité doit faire face à une invasion d’extraterrestres. Par l’intermédiaire de leur vaisseau spatial, ces derniers ont envoyé sur Terre des usines qui produisent des robots de combats chargés d’anéantir l’humanité. Après avoir d’abord riposté avec des armes nucléaires, qui ont détruit une partie de la planète, les terriens se lancent dans la production de leurs propres robots, les Xénobots, afin de se défendre. Le jeu propose une campagne au cours de laquelle le joueur est chargé de détruire les bases ennemies disséminées sur Terre. Au cours de ces différentes missions, le joueur peut s’appuyer sur plusieurs types de robots spécialisés dans des domaines comme le combat, le transport ou la reconnaissance. Chaque robot dispose d’un armement et de caractéristiques spécifiques, que ce soit en termes de blindage, de vitesse ou de détection. Les missions se déroulent sur des champs de bataille sur lesquelles apparaissent les bases, terriennes et extraterrestres, ainsi qu’un réseau énergétique composé de  module qui fournissent de l’énergie aux unités environnantes. Dans chaque mission, le joueur contrôle plusieurs robots. Il peut prendre le contrôle direct de chacun d’eux, ou laisser la main au pilote automatique et se contenter de leur donner des ordres génériques. Dans le premier cas, le joueur visualise et agit sur le champ de bataille en vue à la première personne, depuis le cockpit du robot sélectionné. 

## Accueil
| Xenobots |      |       |
| Média    | Pays | Notes |
| Gen4     | FR   | 81 %  |
| Joystick | FR   | 75 %  |